# 예르겐 잉만
예르겐 잉만(Jørgen Ingmann, 1925년 4월 26일 ~ 2015년 3월 21일)은 덴마크의 가수이다. 유로비전 송 콘테스트 1963에서 그레테 잉만(Grethe Ingmann)과 함께 덴마크 대표로 참가하여 우승을 차지했다.

## 개인사
1955년 그레테 잉만을 만나 1956년 결혼하였고 1975년 이혼하였다. 예르겐 잉만은 2015년 3월 21일 89세의 나이로 사망하였다.